# Santo Stino di Livenza
Santo Stino di Livenza es una localidad y comune italiana de la provincia de Venecia, región de Véneto, con 12.674 habitantes.

## Evolución demográfica
| Gráfica de evolución demográfica de Santo Stino di Livenza entre 1861 y 2001 |
|                                                                              |
| Fuente ISTAT - elaboración gráfica de Wikipedia                              |